# Le pique-nique de Lulu Kreutz
Le pique-nique de Lulu Kreutz ist eine französische Filmkomödie von Didier Martiny aus dem Jahr 2000. Das Drehbuch schrieb Yasmina Reza.

## Inhalt
Der weltberühmte Cellist Jascha Steg gibt in Evian ein Konzert. Seine Eltern Joseph und Olga Steg und Michel, der Bruder seiner Mutter, nutzen die seltene Gelegenheit, Jascha zu treffen und ihn spielen zu hören und sind nach Evian gekommen. Jascha befindet sich auf der Höhe seines Ruhms. Evian ist die letzte Station einer erfolgreichen Konzerttournee. Er ist erschöpft und steckt in einer seelischen Krise, zumal er die Trennung von Anna, mit der er im letzten Sommer eine stürmische Liebesaffäre hatte, noch nicht verkraftet hat. Dass sie sich von ihm getrennt hat, will er nicht akzeptieren. Anna spielt als Violinistin in Evian im Orchester mit. Sie wohnt mit ihrem Ehemann Primo, der sein Leben der Erforschung von Amphibien gewidmet hat, in demselben Hotel, in dem Jascha strategisch seine Familie untergebracht hat, damit er Anna möglichst oft sehen kann. Er ist wie besessen von Anna und lässt keine Gelegenheit aus, sich ihr zu Füßen oder an den Hals zu werfen.
Lulu Kreutz, eine alte Freundin der Familie und ehemals Verlobte von Joseph Steg, wohnt in einem Chalet in der Nähe des Genfer Sees, möchte sie alle wiedersehen und lädt sie am Tag nach dem Konzert zu einem Picknick zu sich in die Berge ein. Man lacht, man amüsiert sich, alte Emotionen und Animositäten brechen auf, und Michel und Lulu kommen sich näher. Als der Hypochonder Joseph sich plötzlich krank fühlt und glaubt, er werde den Tag nicht überleben, sammeln sich die Gäste um ihn, während Jascha sich deprimiert von der Gruppe entfernt. Anna folgt ihm, und das Paar fällt sich in die Arme. Auf dem Rückweg eröffnet Jascha dem Ehemann Annas, er habe eine Liaison mit seiner Frau, und fordert Anna auf, mit ihm zusammenzuleben. Primo läuft davon und Anna folgt ihm.

## Produktion und Veröffentlichung
Die Produktionskosten des Films beliefen sich auf 3 700 000 €, von denen der Film nur einen Bruchteil einspielte.
Gedreht wurde er in Annecy und Talloires in Auvergne-Rhône-Alpes, in Aix-les-Bains in Savoien und im Wallis im Val d’Anniviers.
Die Kostüme schuf Christian Gasc.

### Drehbuch
Für Yasmina Reza war es das erste Drehbuch für einen Spielfilm. Es beruht auf ihrem Theaterstück La traversée de l'hiver (Reise in den Winter), das in einer Inszenierung von  Patrice Kerbrat (* 1948) am 6. Oktober 1989 im Centre National de Création in Orleans und am 9. Januar 1990 im Théâtre National de la Colline in Paris aufgeführt, und mit einem Molière du meilleur spectacle de region ausgezeichnet wurde. Das Stück hat sie mit einigen Veränderungen für den Film umgeschrieben, ihr Ehemann Didier Martigny, der an der Entwicklung des Drehbuchs beteiligt war, hat ihn inszeniert. Den Stoff hatte sie schon vorher in dem Stück Jascha, das 1993 uraufgeführt wurde, bearbeitet, hat das Stück aber nach Publikation des Films für Aufführungen gesperrt.

### Musik
Das „Konzert für Violoncello und Orchester in a-Moll op. 129“ von Robert Schumann spielen Mischa Maisky und die Wiener Philharmoniker unter der Leitung von Leonard Bernstein. Mischa Maisky spielt ebenfalls die Suite Nr. 2. d-moll von Johann Sebastian Bach. Die Klezmer-Musik spielt das Giora-Feidman-Trio. Die Deutsche Grammophon produzierte 2000 eine CD mit der Filmmusik.

### Veröffentlichung
Kinostart in Frankreich war am 19. Januar 2000. Im selben Jahr brachte EAN eine DVD in französischer Sprache heraus, ergänzt um den Kurzfilm „Le goûter chez Niels“ und einem Interview mit Didier Martiny. 2007 veröffentlichte das Label Collection DVD Succès eine weitere DVD, ebenfalls in französischer Sprache.
Der Film wurde in Deutschland weder im Kino noch im Fernsehen gezeigt.

## Kritik
In Frankreich wurde der Film von der Mehrheit der Kritikern als belanglos eingestuft und im Ganzen als wenig geglückt bezeichnet. Angekreidet wird dem Film die Wort- und Gedankenlastigkeit und die uninspirierte Cinematografie. So meint der Kritiker von Le Monde, man könne mit seiner Zeit etwas Besseres anfangen, als bei diesen Arabesken dabei zu sein, die so stolz auf ihre Virtuosität seien.
Der Kritiker des französischen Filmportals Cinopsis schreibt, wie in allen seinen Filmen befasse sich Didier Martiny mit dem langsamen Verstreichen der Zeit. Er interessiere sich mehr für die Wendungen des Lebens (tournement de la vie) als für gerade Linien, und dank eines Ensembles außergewöhnlicher Schauspieler funktioniere das hervorragend. „Nostalgisch, um nicht zu sagen traurig, ist „Le pique-nique de Lulu Kreutz“ durchsetzt von Momenten der Komik, der Zärtlichkeit und der Verzweiflung“.
Annie Coppermann von Les Échos sagt zu dem Film: „Eine schöne Variation über die Liebe, die Einsamkeit, das Alter, die Zeit vor allem, die niemals zurückkehrt: Ein Picnic von großem Charme“.